# Исра и мирадж
Исра́ и Мира́дж (араб. الإسراء والمعراج‎, аль-Исра ва-ль-Ми'радж — «ночное путешествие и вознесение») — ночное путешествие пророка Мухаммада в Иерусалим и его вознесение на небеса, которое, согласно исламскому преданию, произошло в конце мекканского периода его жизни (около 619 года).

## Этимология
Арабское слово исра' (араб. إِسْرَاءٌ‎) буквально означает «путешествие ночью», а слово ми'радж (араб. مِعْرَاجٌ‎) — «восхождение», «вознесение», «лестница».

## Исра
Согласно исламскому преданию, однажды ночью к пророку Мухаммаду, который лежал, прислонившись к стене Каабы, явился ангел Джибриль, или Джабраил, с крылатым животным бураком и предложил совершить путешествие в Иерусалим. Перенесённый бураком в Палестину, Мухаммад прибыл в Иерусалим, и там, сопровождаемый Джибрилем, прошел через 7 небес, где встретил пророков Адама, Ису, Ибрахима, Мусу, Яхью, Харуна, Юсуфа, Идриса и руководил их общей молитвой. С этим путешествием связывают также упомянутое в Коране видение (17:60), когда, по мнению комментаторов, Мухаммаду, стоявшему на ограде Каабы, Аллах показал Иерусалим. Это событие описывают первые аяты суры аль-Исра:

Пречист Тот, Кто перенес ночью Своего раба, чтобы показать ему некоторые из Наших знамений, из Заповедной мечети в мечеть аль-Акса, окрестностям которой Мы даровали благословение. Воистину, Он — Слышащий, Видящий.—  17:1 (Кулиев)
Согласно тафсирам под «неприкосновенной мечетью» подразумевается одна из самых почитаемых мечетей в исламе — Масджид аль-Харам, находящаяся в Мекке, а «отдалённейшей мечетью» называют знаменитую Масджид аль-Акса, расположенную в Иерусалиме.

## Мирадж
Помолившись, Мухаммад вновь предстал перед Джабраилом, который предложил ему на выбор чашу молока и чашу вина. Пророк выбрал молоко и вместе с ангелом Джабраилом вознёсся на небеса. Находясь в Иерусалиме, пророк Мухаммед совершил молитву вместе с другими пророками, там же ангелы рассекли ему грудь и омыли его сердце. Событие мираджа описано в аятах (53:6-18) суры «Ан-Наджм».

Он вознёсся (или выпрямился) ۝ на наивысшем горизонте. ۝ Потом он приблизился и спустился. ۝ Он находился от него (Джибриль от Мухаммада или Мухаммад от Аллаха) на расстоянии двух луков или даже ближе. ۝ Он внушил Его рабу откровение, ۝ и сердце не солгало о том, что он увидел. ۝ Неужели вы будете спорить с ним о том, что он увидел? ۝ Он уже видел его другое нисхождение  ۝ у Лотоса крайнего предела,  ۝ возле которого находится Сад пристанища. ۝ Лотос покрыло то, что его покрыло (золотая саранча, или группы ангелов, или повеление Аллаха). ۝ Его взор не уклонился в сторону и не излишествовал. ۝ Он увидел величайшие из знамений своего Господа. —  53:6—18 (Кулиев)
Когда Мухаммад рассказал о своём ночном путешествии людям, то те стали говорить, что это невозможно, так как караван из Мекки в Сирию идет месяц и месяц идёт обратно. Многие стали отказываться от ислама. Люди решили пойти к Абу Бакру. Тот сначала не поверил им, но когда они сказали, что Мухаммад рассказывает об этом прямо сейчас в мечети, Абу Бакр ответил, что всё сказанное Мухаммадом является правдой, и он верит ему. Эти слова Абу Бакра показывают, что у ближайших сахабов было очень сильное доверие к Мухаммаду. Потом Абу Бакр пошёл к Мухаммаду и спросил его о его ночном путешествии, попросив описать ему Святой Дом (Иерусалим), так как он (Абу Бакр) был там. После того как Мухаммад описал ему город, Абу Бакр сказал, что всё описано верно. Рассказывают, что каждый раз, когда Мухаммад описывал что-то, Абу Бакр говорил: «Ты говоришь верно. Я свидетельствую, что ты — Посланник Аллаха». После этого Мухаммад назвал Абу Бакра «Правдивейшим» (ас-Сиддик). За Абу Бакром закрепилось это прозвище. Также в доказательство Мухаммад перечислил караваны, шедшие из Иерусалима в Хиджаз. Очевидцы, прибывшие из Иерусалима, подтвердили слова Мухаммада.

## Исра и Мирадж в искусстве
- В память о вознесении пророка Мухаммеда на небеса на Храмовой горе построен монумент, названный Куполом Вознесения (Куббат аль-Ми‘радж)[8].
- События Исры и Мирадж кратко упоминаются в самом Коране, а в более расширенной версии интерпретируются в хадисах сподвижников пророка Анас ибн Малика и Ибн Аббаса[9].
- В XIII веке рассказ об Исра и Мирадж был переведён на несколько европейских языков — латынь, испанский и французский — и известен как «Лестница Мухаммеда». Возможно, это произведение повлияло на рассказ Данте Алигьери о восхождении на небеса и нисхождении в ад в «Божественной комедии[10]».
- В 1436 году была в Герате по заказу Шахруха поэтом Хайдаром Хорезми была написана так называемая «Тимуридская Мираджнаме» на уйгурском языке. Позже рукопись оказалась в Стамбуле в библиотеке дворца Топкапы, а в 1672 году была приобретена Антуаном Галландом. В 1732 году манускрипт был передан в Королевскую библиотеку, где находится по сей день[11].
- Поэт Габдулла Тукай (1886—1913) посвятил Мираджу одно из своих стихотворений: «В середине ночи Мекку осветил с небес огонь» (перевод Венеры Думаевой-Валиевой).
- Мираджу посвящено стихотворение поэта Максима Лаврентьева «На исходе был месяц священный Раджаб».
- В 2018 году Всемирным Обществом по изучению, сохранению и популяризации культурного наследия Узбекистана в рамках проекта «100 выдающихся рукописных шедевров Узбекистана» было создано факсимиле рукописи, в которую были включены копии 84 страницы манускрипта, хранящегося во Франции[12].